# Бебехи
Бебе́хи —  село в Україні, у Шептицькому районі Львівської області. Населення становить 56 осіб.